# خارستان سفلي (مقاطعة إقليد)
خارستان سفلي (بالفارسية: خارستان سفلی) هي قرية تقع في Sedeh District في إيران. يقدر عدد سكانها بـ 213 نسمة بحسب إحصاء 2016.